# 정우재 (축구 선수)
정우재(鄭宇宰, 1992년 6월 28일~)는 대한민국의 축구 선수로, 포지션은 수비수이다. 현재 대구 FC에서 활약하고 있다.

## 구단 경력
2010년 태성고등학교를 졸업하고 일본 풋볼 리그의 츠바이겐 가나자와에 입단하였다. 2011년 K리그 드래프트에 신청하였으나 지명받지 못하였고 1년 더 가나자와에서 활동하다가 2013년 예원예술대학교에 입학하였다. 이듬해 성남 FC 입단 테스트를 받고 입단에 성공하였다.
2015년 충주 험멜로 이적하였다. 2015 K리그 챌린지 18라운드 대구 FC와의 경기에서 데뷔골을 기록하였고 이 활약을 바탕으로 라운드 MVP에 선정되었다.
2016 시즌을 앞두고 대구 FC로 이적하였다.
2019시즌을 앞두고 정태욱과 트레이드되면서 제주 유나이티드에 입단했다.
2023 시즌을 앞두고 이주용과 트레이드 방식으로 전북 현대 모터스에 입단했다.

## 수상

### 구단

#### 성남 FC
- FA컵 우승: 2014

#### 대구 FC
- FA컵 우승: 2018

#### 제주 유나이티드
- K리그2 우승: 2020

### 개인
- K리그2 베스트 11: 2016, 2020